# Julia Svan
Julia Svan, née le 20 février 1993 à Vansbro, est une fondeuse suédoise.

## Biographie
Julia Svan est la fille des fondeurs Gunde Svan et Marie Johansson.
Skiant pour le club de Vansbro, elle prend part aux courses FIS à partir de 2009.
Aux Championnats du monde junior 2013, elle est neuvième du cinq kilomètres, puis sixième du skiathlon et finalement médaillée d'or en relais avec Sofia Henriksson, Jonna Sundling et Stina Nilsson. En 2013, elle commence à participer au circuit continental de la Coupe de Scandinavie, montant sur son premier et unique podium en décembre 2013 au dix kilomètres classique de Vuokatti.
En mars 2013, elle est au départ de sa première course de Coupe du monde à Lahti. Sa prochaine sélection est pour le Tour de ski 2013-2014, qu'elle achève au 41e rang. Après cela, elle ne court plus que deux étapes de Coupe du monde en 2015 et 2016.
Son dernier résultat significatif est une troisième place à la Tjejvasan (sv) en 2016.
En 2017, elle met un terme à sa carrière à cause de problèmes récurrents de santé et de blessures. Elle était pourtant annoncée comme parmi les plus grands espoirs suédois.

## Palmarès

### Championnats du monde junior
- Médaille d'or du relais en 2013.

### Coupe de Scandinavie
- 1 podium.